# Arecaidin
Arecaidin là một alkaloid hoạt hóa sinh học có trong quả cau (Areca catechu).